# Municipio de Valley (condado de Rice)
El municipio de Valley (en inglés: Valley Township) es un municipio ubicado en el condado de Rice en el estado estadounidense de Kansas. En el año 2010 tenía una población de 249 habitantes y una densidad poblacional de 3,22 personas por km².

## Geografía
El municipio de Valley se encuentra ubicado en las coordenadas 38°12′29″N 98°17′53″O / 38.20806, -98.29806. Según la Oficina del Censo de los Estados Unidos, el municipio tiene una superficie total de 77.38 km², de la cual 76,52 km² corresponden a tierra firme y (1,11 %) 0,86 km² es agua.

## Demografía
Según el censo de 2010, había 249 personas residiendo en el municipio de Valley. La densidad de población era de 3,22 hab./km². De los 249 habitantes, el municipio de Valley estaba compuesto por el 93,57 % blancos, el 0,4 % eran afroamericanos, el 0,8 % eran amerindios, el 0,4 % eran asiáticos, el 0,4 % eran de otras razas y el 4,42 % eran de una mezcla de razas. Del total de la población el 4,02 % eran hispanos o latinos de cualquier raza.